# 타바코쥬스
타바코쥬스(Tobacco Juice)는 대한민국의 밴드이다.

## 개요
드럼을 맡고있는 백승화가 감독을 맡은 다큐먼터리 영화 《반드시 크게 들을 것》이 제13회 부천국제판타스틱영화제에 초청됐다. 이 영화의 한 대목에서 보컬 권기욱의 대사 중 내가 요즘 나루토를 보고있는데 XX 열심히 안하면 안될것 같아, 그런데 우린 열심히 안하잖아. 우린 안될꺼야, 아마의 캡처 만화가 디시인사이드에서 유행하면서 더욱 유명해졌다.

## 내력
- 2004년 10월, 권기욱과 백승화가 만나 결성했다.
- 2004년 10월, 성호림 가입.
- 2004년 11월, 퐈니 조(JOE FANY) 가입.
- 2005년 1월, 권영욱 가입.
- 2007년 7월, 디지털 싱글 《돗대 천 개 피면 투명인간되나요》가 발매되었다.
- 2008년 2월, 《스타워즈 컴필레이션》음반에 참가했다.
- 2008년 12월, 디지털 싱글 《담배를 끊어요》가 발매되었다.
- 2009년 1월, 첫 정규 음반 《쓰레기는 어디로 갈까요?》발매. 성호림이 가입했다.
- 2009년 7월, 영화 《반드시 크게 들을것》부천국제판타스틱영화제 초청. 루비살롱 레코드의 두 악동 밴드 갤럭시 익스프레스와 타바코쥬스를 중심으로 그들의 일상을 다룬 영화이다. 후지필름 이터나 상을 수상하였다.
- 2010년 4월 22일 《반드시 크게 들을것》이 정식 개봉되었다.
- 2010년 5월 12일 두 번째 정규 음반 《설레발》이 발매되었다.
- 2011년 5월 18일 마지막 공연... 해체..

## 음반 목록

### 비정규 음반
- 돗대 천개 피면 투명인간 되나요? (2007)
- 담배를 끊어요 (2008)

### 정규 음반
- 쓰레기는 어디로 갈까요? (2009)
- 설레발 (2010)

### 참여 음반
- RUBY'S PARADISE 2009